# Eiphosoma ribeiroi
Eiphosoma ribeiroi là một loài tò vò trong họ Ichneumonidae.